# Federica Guidi
Federica Guidi (Modena, 19 maggio 1969) è un'imprenditrice e politica italiana.
È stata Ministra dello sviluppo economico nel governo Renzi dal 22 febbraio 2014 al 5 aprile 2016.

## Biografia
Figlia di Guidalberto Guidi, già vicepresidente di Confindustria e membro di numerosi consigli di amministrazione di importanti industrie italiane, tra cui FIAT e Ferrari, Federica Guidi si è laureata in giurisprudenza, lavorando successivamente per due anni come analista finanziaria.
Lasciata la carriera finanziaria, nel 1996 è entrata nell'azienda di famiglia, la Ducati Energia, della quale è diventata successivamente amministratore delegato. Dal 2002 al 2005, è stata presidente regionale dei Giovani imprenditori dell'Emilia-Romagna e vicepresidente degli imprenditori della regione.
Dal 2005 al 2008, ha affiancato Matteo Colaninno come vicepresidente dei Giovani imprenditori di Confindustria, e al termine di questo periodo, sotto la presidenza di Emma Marcegaglia, ne è diventata presidente. Tra i suoi vice vi era anche Gianluca Gemelli, poi divenuto suo compagno. Successivamente, seguendo le orme del padre, è diventata vicepresidente di Confindustria. È inoltre membro del Gruppo della Regione Europea della Commissione Trilaterale.

### Ministro dello sviluppo economico

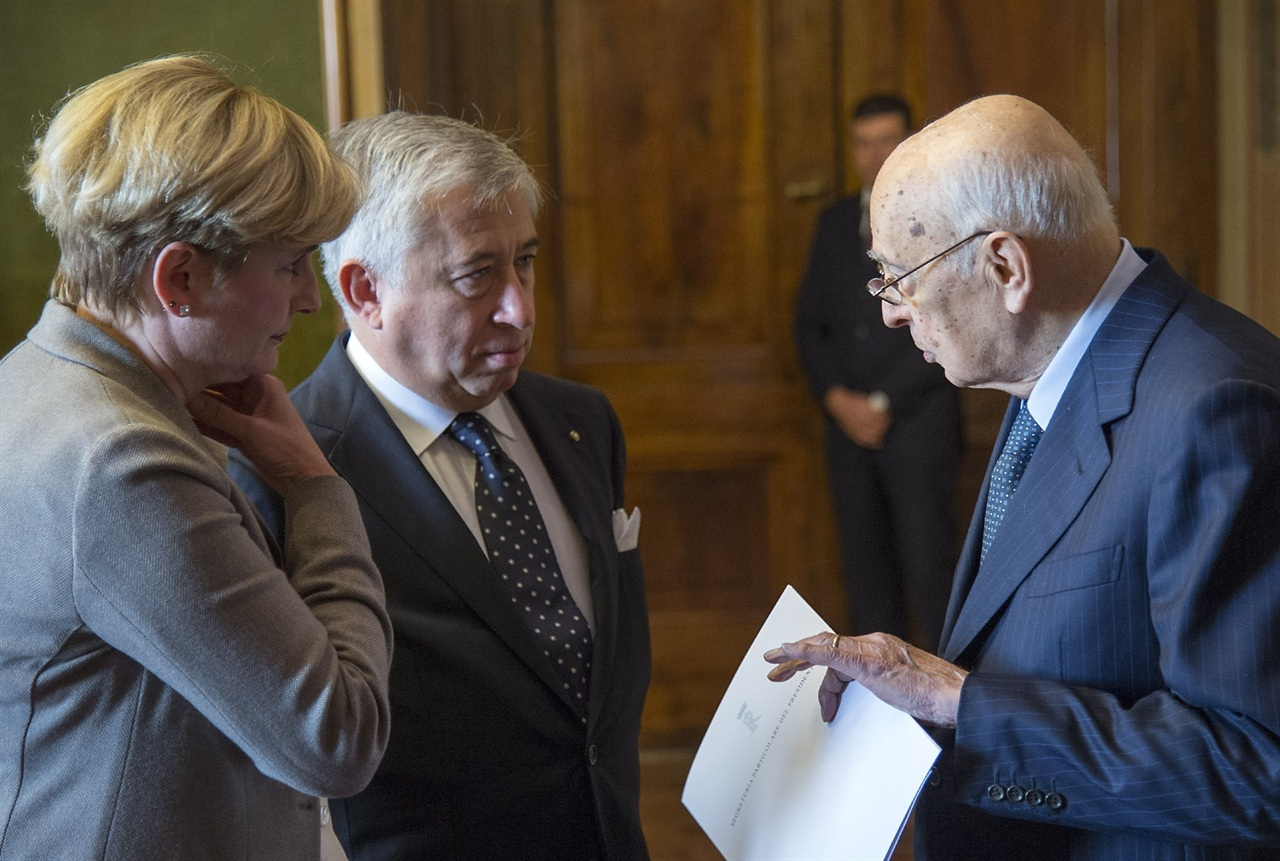
La ministra Guidi con l'imprenditore Antonio D'Amato e il presidente della Repubblica Giorgio Napolitano

Dal 22 febbraio 2014 al 5 aprile 2016 è stata Ministro dello sviluppo economico nel Governo Renzi, prima e finora unica donna a ricoprire questo ruolo. Dopo la sua nomina, per evitare potenziali conflitti di interessi, ha rinunciato a tutti gli incarichi operativi nelle imprese controllate dalla famiglia, che partecipano ad appalti pubblici e intrattengono importanti relazioni commerciali con le aziende di proprietà statale. Tuttavia i senatori del Movimento 5 Stelle presentano nei suoi confronti una mozione di sfiducia, ma l'aula del Senato ne respinge la calendarizzazione. Da ministro ha lavorato per l'intesa sindacale nel caso Whirlpool e per l'ILVA di Taranto, oltre che nel rilanciare le relazioni commerciali Italia-Iran dopo l'accordo sul nucleare. Guidi ha anche firmato il "DDL Concorrenza".

## Inchieste
Il 31 marzo 2016, tra gli atti di una inchiesta della procura di Potenza sullo smaltimento di rifiuti nell'impianto Eni di Viggiano, in Val d'Agri (arrestate sei persone), sono inserite alcune intercettazioni telefoniche del dicembre 2014. In una di queste la ministra informava il compagno, Gianluca Gemelli, indagato nella stessa inchiesta, che nella legge di stabilità che sarebbe stata votata da lì a poco sarebbe stato inserito un emendamento che avrebbe potuto favorire gli interessi imprenditoriali del fidanzato ottenendo sub appalti per oltre due milioni di euro, riferendo inoltre al compagno che anche la ministra Maria Elena Boschi era d'accordo sull'inserimento dell'emendamento. La Guidi, mai formalmente indagata, annuncia il giorno stesso le dimissioni dall'incarico di ministro, che sono accettate il 5 aprile. In seguito alle dimissioni, il dicastero dello sviluppo economico è stato affidato ad interim al presidente del Consiglio Matteo Renzi fino alla nomina a ministro di Carlo Calenda, avvenuta il 10 maggio. Dopo le dimissioni interrompe la relazione con Gemelli.